# تمرد العلويين (1834–1835)
كان التمرد العلوي، المعروف أيضًا باسم التمرد النصيري، أحد أجزاء تمرد الفلاحين الشوام. بين عامي 1834 و1835، انتفض العلويون (النصيريون) ضد الحكم المصري في المنطقة، في حين شارك محافظ حمص سليم بيك المؤيد لمصر وقوات الأمير بشير شهاب الثاني من جبل لبنان بقيادة خليل وأقاربه في قمع الثورات في عكار وصافيتا وقلعة الحصن والتمرد العلوي في منطقة جبال اللاذقية.

## الخلفية
اضطهدت الدولة العثمانية العلويين، لتحويلهم إلى الإسلام السني. تمرد العلويون ضد العثمانيين في عدة مناسبات وحافظوا على استقلاليتهم في جبالهم.
في عام 1833، تم التنازل عن المحافظات السورية إلى محمد علي باشا في اتفاقية كوتاهيه. لقد أشار الفرمان أن «حكومتي كانديا ومصر تابعتان لمحمد علي. وفي إشارة إلى مطالبته الخاصة، فقد منحته محافظات دمشق وطرابلس في سوريا وصيدا وسافيت وحلب وأحياء القدس، ونابلس، بسلوك الحجاج وأمر التشردي (القراب السنوي إلى قبر النبي) فيما مُنح ولده إبراهيم باشا لقب الشيخ وحرم مكة، ومنطقة قضاء جدة؛ وأبعد من ذلك فقد وافقت على طلبه للحصول على مقاطعة أضنة من قبل وزارة الخزانة مع لقب محصل».
تسببت سياسة نزع السلاح والدعوة إلى التجنيد الجماعي من قبل محمد علي في عدة ثورات في أجزاء مختلفة من الشام، مثل حلب ودمشق وطرابلس وبيروت وأنطاكية وكلس. حدثت الثورات الرئيسية في ثلاثة أماكن؛ القدس، ولا سيما في جبل نابلس في مايو 1834؛ بين العلويين في اللاذقية وجبال النصيرية في سبتمبر 1834؛ بين الدروز في جبل لبنان في عام 1835. وفقًا لتيلهامي، كان العلويون لا يزالون موالين للحكم العثماني المركزي، ورافضين للحكم المصري.

## الجدول الزمني
وقع أول حادث هجومي من النصريين على المصريين في عام 1834، عندما هاجم 4000 نصيري الجنود المصريين الذين كانوا يسيرون من حلب إلى اللاذقية. تسبب الهجوم في خسارة نصف الجنود المصريين وأجبرهم على التراجع إلى اللاذقية. ثم هاجم العلويين اللاذقية ودمروا المباني الحكومية كما حاصروا منزل معتصم أنتبلي سعيد أغا، واستولوا على أموال ضريبة الأراضي، ومنازل المعتصم وبعض ممتلكات الجنود بينما كانوا يطلقون سراح سجناء من طائفتهم.
في هذه الأثناء، تم تطبيق سياسات التجنيد ونزع السلاح من نائب الحاكم المصري على منطقة طرابلس من قبل محافظ حمص وقائد سلاح المدفعية المصري سليم بيك. وبعد نجاح جزئي في تنفيذ السياسة بسبب انسحاب عدة رجال علويين مسلحين إلى الجبال، اكتشف سليم بيك مخبأ المتمردين العلويين بمساعدة عملائه وهاجمهم. أدى هذا الهجوم إلى هزيمة المتمردين العلويين وفي نهاية الغارة تم الإستيلاء على عدة أسلحة وقطعان الأغنام، وإعدام قادتهم، والقبض على عدة متمردين منهم جرى تجنيدهم لاحقًا، فيما أُحرقت قراهم لمعاقبة الطائفة ولثني بقيتهم عن المقاومة.
وعندما أُبلغ إبراهيم باشا بالهجمات النصيرية على قواته في اللاذقية، أمر سليم بيك بالانتقال من طرابلس إلى المنطقة. وبمجرد أن سمع المتمردون خبر وصول قوات سليم بيك فقد فروا من اللاذقية باتجاه جبال النصيرية. قُتل الكثير منهم على أيدي المصريين وتم نقل خمسة من قادة المجتمع إلى السجن. هاجم سليم بيك المرقب والقرى المتجاورة، بما في ذلك الخوابي والقدوموس والسلطان إبراهيم حيث تم الإستيلاء على الكثير من الأسلحة. لكن المصريين لم يسيطروا سيطرة تامة على الجبال.
ثم، طلب إبراهيم باشا من حلفائه في المنطقة تزويده بمزيد من الجنود المهرة في القتال في الجبال الصخرية. تم إرسال قوات كبيرة إلى جبال النصيرية تحت قيادة الأمير خليل، نجل الأمير بشير شهاب الثاني، حليف محمد علي في سوريا. ومع وصول قوات خليل وصل حجم الجيش المصري إلى 10،000 جندي. بدأت الحملة المصرية بكارثة حين قبض العلويون على خمسمائة درزي أرسلوا إلى المنطقة وقتلوهم جميعًا بالقرب من المريقب. ومع ذلك، وبمساعدة القوات الجديدة، أخضع سليم بيك المنطقة في غضون أسبوع، وأجبر العلويين في الجزء الشمالي من الجبل على قبول سلطته بعد نزع سلاحهم وتدمير عدة قرى تابعة لهم.
استمرت تمرد العلويين حتى منتصف أبريل عام 1835، حيث لم يساعد العثمانيون ولم يرسلوا ما يكفي من المواد لتعزيز المقاومة النصيرية ضد الحكم المصري. وبعد ثمانية أشهر من الصراع المستمر، نُزع سلاح العلويين وجرى تجنيدهم.

## بعد التمرد
بعد قمع التمرد، أمر إبراهيم باشا باعتقال كل متمرد نصيري من أجل السيطرة على مدى ملاءمته للجيش، ولنزع أسلحتهم. لقد تم تجنيد حوالي 4000 نصيري وأجبر الكثير منهم على مغادرة الجبال. بالإضافة إلى ذلك، فقد دمر المصريون قراهم وآبارهم، وقطعوا أشجار الفاكهة ونهبوها. يذكر تلحمي أنه خلال التمرد، استعبد الجنود المصريون بعض النصيريات مع أن الاستعباد محظور في الإسلام وقد فعلوا هذا بعد فتوى المغربي التي صدرت في عشرينيات القرن التاسع عشر والتي سمحت باستعباد النصيريين.
خلال أواخر الدولة العثمانية، بين عامي 1840 و1880، ازدادت التوترات بين السلطات والقبائل العلوية في الجبال الساحلية بشكل حاد، ففي عام 1854 قُتل الحاكم العثماني لسنجق اللاذقية في مواجهات مسلحة بين السلطات وأفراد قبيلة القرداحة وقد شجع ذلك مقاتلي القبيلة الذين شرعوا في شن المزيد من الغارات على المواقع العثمانية، والتي ردت عليها السلطات بقسوة.